# Vernee Watson-Johnson
 (septembre 2020).
Si vous disposez d'ouvrages ou d'articles de référence ou si vous connaissez des sites web de qualité traitant du thème abordé ici, merci de compléter l'article en donnant les références utiles à sa vérifiabilité et en les liant à la section « Notes et références ».
Pour les articles homonymes, voir Watson et Johnson.
Vernee Watson-Johnson, née le 28 septembre 1949 à North Trenton, dans le New Jersey, est une actrice américaine.
Elle est surtout connue pour son rôle de Vernajean Williams dans Welcome Back, Kotter (1975–1979) et en tant que Viola "Vy" Smith dans Le Prince de Bel-Air (1990–1996), où elle joue la mère du personnage de Will Smith (en).

## Biographie
Watson-Johnson est née et a grandi à New York. Elle a fait ses études à Cathedral High School. Puis, elle a obtenu son diplôme en art dramatique de l’université de New York.

Elle a commencé sa carrière professionnelle à l'âge de 17 ans avec l'Al Fann Theatrical Ensemble à Manhattan et a tourné avec eux pendant 5 ans.

## Filmographie
- 1970 : Le Casse de l'oncle Tom (Cotton Comes to Harlem) d'Ossie Davis : Femme
- 1973 : Trick Baby : Cleo Howard
- 1975 : Welcome Back, Kotter : Vernajean Williams (13 épisodes, 1975-1976)
- 1976 : Norman... Is That You? : Melody
- 1976 : L'Enfant bulle (The Boy in the Plastic Bubble) de Randal Kleiser (téléfilm) : Gwen
- 1977 : Scooby's All Star Laff-A-Lympics (série télévisée) : Dee Dee Sykes (voix)
- 1977 : Capitaine Caverne (série télévisée) : Dee Dee Sykes (voix)
- 1977 : Carter Country (série télévisée) : Lucille Banks
- 1978 : Death Drug
- 1979 : Love's Savage Fury (TV) : Jewel
- 1981 : La Vie en mauve (All Night Long) de Jean-Claude Tramont : Emily
- 1981 : The Violation of Sarah McDavid (TV) : Kip Leslie
- 1982 : Working (TV) : Secretary
- 1985 : Foley Square (série télévisée) : Denise Willums (1985-1986)
- 1986 : Mystérieusement vôtre, signé Scoubidou (The All-New Scooby and Scrappy-Doo Show) (série télévisée) (voix)
- 1987 : G.I. Joe: The Movie (vidéo) : Scientist (voix)
- 1988 : Scooby-Doo : Agence Toutou Risques (A Pup Named Scooby-Doo) (série télévisée) : voix additionnelles
- 1990 : Le Prince de Bel-Air : Viola 'Vy' Smith
- 1990 :  Over My Dead Body :  Doris (2 episodes)
- 1991 : Ici bébé (Baby Talk) (série télévisée) : Danielle Craig (voix)
- 1991 : Dans les griffes du Dragon rouge (Showdown in Little Tokyo) : Nonnie Russell - Coroner
- 1992 : Diagnostic : Meurtre (TV) : Esther Wiggins
- 1992 : The House on Sycamore Street (TV) : Esther Wiggins
- 1992 : Caged Fear : Y-Vonne
- 1993 : Animaniacs (série télévisée) : voix additionnelles
- 1993 : Batman contre le fantôme masqué (Batman: Mask of the Phantasm) : voix additionnelles
- 1994 : Angie : ICU Desk Nurse
- 1995 : What About Your Friends (TV)
- 1996 : Superman: The Last Son of Krypton (TV) (voix)
- 1973 : Les Feux de l'amour (The Young and the Restless) (série télévisée) : Birdie (1999, 2002)
- 2000 : Sale Môme (The Kid) : Caissier de Newsstand
- 2000 : Batman, la relève : Le Retour du Joker (Batman Beyond: Return of the Joker) (vidéo) : Ms. Joyce Carr (voix)
- 2001 : No Turning Back : Détective Bryan
- 2002 : X-Files : Aux frontières du réel (épisode Audrey Pauley) : Whitney Edwards
- 2002 : Baby of the Family : Mère de Sarah
- 2002 : Home Room : Duty Nurse
- 2002 : Antwone Fisher de Denzel Washington : Tante Annette
- 2003 : Two and a Half Men (Saison 1 Episode 17) : Infirmiere
- 2004 : Un Noël de folie ! (Christmas with the Kranks) : Dox
- 2005 : Close to Home : Juste Cause : Juge Tibbs
- 2006 : La Prophétie des Andes (The Celestine Prophecy) : Principal
- 2006 : Garfield 2 (Garfield: A Tail of Two Kitties) : Touriste #2
- 2006 : Lucas, fourmi malgré lui (The Ant Bully) : Head Nurse (voix)
- 2006 : Desperate Housewives (Listen to the Rain on the Roof) : médecin urgentiste
- 2006 : Ghost Whisperer : Traci Cotter (saison 2, épisode 10)
- 2007 : The Big Bang Theory (saisons 1, 4 et 10) : infirmière Althea
- 2016 : NCIS : Enquêtes spéciales : Helen Frimkes (épisode 2)
- 2017 : Young Sheldon (saison 1 épisode 3 et saison 2 épisode 12) : infirmière Robinson

## Voix françaises
- Maïk Darah dans :
  - La Vie en mauve
  - Le Flic de Shanghaï
  - Antwone Fisher
  - Cold Case : Affaires classées (série télévisée)
  - Southland (série télévisée)
  - Rush Hour (série télévisée)

- Isabelle Leprince dans (les séries télévisées) :
  - Mon oncle Charlie
  - Jessie

- Emmanuèle Bondeville dans (les séries télévisées) :
  - Le Prince de Bel-Air
  - Bel-Air

Et aussi
- Isabelle Langlois dans Jack et Bobby (série télévisée)
- Frédérique Cantrel dans Close to Home : Juste Cause (série télévisée)
- Laure Sabardin dans The Big Bang Theory (série télévisée)
- Agnès Cirasse dans Dr House (série télévisée)
- Françoise Pavy dans The Odd Couple (série télévisée)
- Céline Duhamel dans The Resident (série télévisée)
- Caroline Jacquin dans Deux jours pour une demande en mariage (téléfilm)
- Cathy Cerdà dans Shrinking (série télévisée)